# Amphiura sundevalli
Amphiura sundevalli is een slangster uit de familie Amphiuridae.
De wetenschappelijke naam van de soort werd in 1842 gepubliceerd door Johannes Peter Müller & Franz Hermann Troschel.